# SFRP2
SFRP2‏ (Secreted frizzled related protein 2) هوَ بروتين يُشَفر بواسطة جين SFRP2 في الإنسان.